# (23140) 2000 AW154
2000 أي دابليو 154 (ويعرف أيضًا باسم (23140) 2000 أي دابليو 154 وفق تسمية الكوكب الصغير) (بالإنجليزية: 2000 AW154)‏ هو كويكب ضمن حزام الكويكبات؛ وترتيبه 23140 من حيث الاكتشاف.
اكتُشف هذا الجُرم الفلكي بواسطة بحث لنكولن عن الكويكبات القريبة من الأرض في 3 يناير 2000.

## وصلات خارجية
- (23140) 2000 AW154 في قاعدة بيانات مختبر الدفع النفاث لأجرام النظام الشمسي الصغيرة

- الاكتشاف · مخطط المدار ·  العناصر المدارية · المعلمات المادية

- (23140) 2000 AW154 على موقع ويكي سكاي: DSS2, SDSS, GALEX, IRAS, Hydrogen α, X-Ray, Astrophoto, Sky Map, Articles and images